# Otto Leodolter
Otto Franz Leodolter (ur. 18 marca 1936 w Mariazell, zm. 16 grudnia 2020 w Ried im Innkreis) – austriacki skoczek narciarski, brązowy medalista olimpijski (1960).

## Kariera
Na międzynarodowej imprezie zadebiutował w 1956, startując na igrzyskach olimpijskich w Cortinie d’Ampezzo, gdzie zajął 30. miejsce. Swój największy sukces osiągnął cztery lata później, podczas igrzysk w Squaw Valley w 1960. Po pierwszej kolejce znajdował się na szóstym miejscu, jednakże dobry skok w drugiej serii pozwolił mu awansować na trzecie miejsce. Austriak zdobył więc brązowy medal, ustępując jedynie zwycięzcy, Helmutowi Recknagelowi oraz drugiemu w konkursie Niilo Halonenowi. Wziął także udział w igrzyskach olimpijskich w Innsbrucku w 1964, gdzie na normalnej skoczni zajął 28. miejsce, a na dużej był siedemnasty.
W 1958 wystartował na mistrzostwach świata w Lahti, gdzie zajął 12. miejsce, tracąc przy tym do zwycięzcy – Juhaniego Kärkinena ponad 20 punktów. W dziewiątej edycji Turnieju Czterech Skoczni zajął drugie miejsce w klasyfikacji generalnej, a w edycji ósmej był trzeci. Nie wygrał żadnego z konkursów, ale był trzykrotnie drugi i dwa razy trzeci.
W 1996 otrzymał Złotą Odznakę Honorową za Zasługi dla Republiki Austrii.

## Igrzyska olimpijskie
| Miejsce | Dzień       | Rok  | Miejscowość       | Konkurs                         | Wynik     | Strata   | Zwycięzca        |
| ------- | ----------- | ---- | ----------------- | ------------------------------- | --------- | -------- | ---------------- |
| 30.     | 5 lutego    | 1956 | Cortina d’Ampezzo | Skocznia normalna indywidualnie | 185,0 pkt | 42,0 pkt | Antti Hyvärinen  |
| 3.      | 28 lutego   | 1960 | Squaw Valley      | Skocznia normalna indywidualnie | 219,4 pkt | 7,8 pkt  | Helmut Recknagel |
| 28.     | 31 stycznia | 1964 | Innsbruck         | Skocznia normalna indywidualnie | 197,3 pkt | 32,6 pkt | Veikko Kankkonen |
| 17.     | 9 lutego    | 1964 | Innsbruck         | Skocznia duża indywidualnie     | 204,0 pkt | 26,7 pkt | Toralf Engan     |

## Mistrzostwa świata
| Miejsce | Dzień   | Rok  | Miejscowość | Konkurs                         | Wynik     | Strata   | Zwycięzca       |
| ------- | ------- | ---- | ----------- | ------------------------------- | --------- | -------- | --------------- |
| 12.     | 9 marca | 1958 | Lahti       | Skocznia normalna indywidualnie | 204,0 pkt | 20,5 pkt | Juhani Kärkinen |